# 49 Leonis
49 Leonis (49 Leo / TX Leonis) es un sistema estelar en la constelación de Leo situado muy cerca de la eclíptica, 51 minutos de arco al este de ρ Leonis.
De magnitud aparente +5,67, se encuentra a 428 años luz del sistema solar. 
49 Leonis es, en primera instancia, una estrella binaria cuya componente principal es una estrella blanca de la secuencia principal de tipo espectral A2V.
Ésta tiene una temperatura efectiva de 9360 K y una luminosidad 116 veces superior a la luminosidad solar.
Con una masa 3,73 veces mayor que la del Sol, su radio es 4,1 veces más grande que el radio solar.
Gira sobre sí misma con una velocidad de rotación proyectada de 23 km/s.
La componente secundaria tiene una temperatura de 7490 K y es 7 veces menos luminosa que su compañera.
Su masa es 2,24 veces mayor que la del Sol y es 2,43 veces más grande que éste.
Ambas estrellas constituyen una binaria eclipsante, semejante a Algol (β Persei) o a ζ Phoenicis.
Cada 2,445 días, el brillo de 49 Leonis disminuye 0,09 magnitudes cuando tiene lugar el eclipse principal —en el que la estrella secundaria intercepta la luz de la estrella primaria—, mientras que también hay un eclipse secundario que provoca un descenso de brillo de 0,03 magnitudes.
Por ello, 49 Leonis recibe la denominación de TX Leonis en cuanto a estrella variable.
Una tercera estrella completa el sistema estelar.
De magnitud aparente +8,10, visualmente se encuentra a 2,18 segundos de arco de la binaria.
Tiene una masa de 1,69 masas solares y completa una órbita alrededor de la binaria cada 2330 años.